# Peter Geach
Peter Thomas Geach (Londen, 29 maart 1916 - 21 december 2013) was een Brits filosoof. Zijn interesse lag vooral in de geschiedfilosofie, filosofische logica en identiteit. In 1965 werd hij Fellow van de British Academy en hij kreeg ook pauselijke onderscheiding "Pro Ecclesia et Pontifice" voor zijn filosofisch werk. Hij was getrouwd met de filosofe Elizabeth Anscombe.

## Biografie
Geach genoot zijn opleiding aan het Balliol College aan de universiteit van Oxford. Hij gaf les aan de universiteit van Birmingham van 1951 tot 1966 en van 1966 tot aan zijn emeritaat in 1981 aan de universiteit van Leeds. Hij trouwde met de bekende filosofe en specialiste in het werk van Wittgenstein, Elizabeth Anscombe in 1941 en hadden samen zeven kinderen. Samen schreven ze het werk Three Philosophers (1961) waarbij Anscombe het deel over Aristoteles verzorgde en Geach schreef over Thomas van Aquino en Gottlob Frege. Vele jaren lang waren ze de prominente leden van de Philosophical Enquiry Group, een jaarlijkse groep katholieke filosofen die samenkomen in het Spode House in Staffordshire, opgericht in 1954 door Columba Ryan. Zijn vrouw, Elizabeth, stierf op 5 januari 2001.

## Filosofie
Het werk van Geach wordt gekenmerkt door een katholiek perspectief. Hij wordt gezien als een van de grondleggers van het analytisch thomisme, hoewel die naam pas door John Joseph Haldane, veertig jaar later, bedacht werd. Dit analytisch thomisme bestaat uit een combinatie van het thomisme met de methode en inzichten uit de analytische filosofie.
Geach verdedigt de thomistische stelling dat de mens van essentie een rationeel dier is, uniek geschapen door God. Hij verwerpt Darwiniaanse pogingen om de rede van haar troon te stoten en niet meer als essentieel voor de mens te zien. Taal en denken bij dieren ontkent hij dan ook.
Ook verwerpt Geach zowel de pragmatische waarheidstheorie en verdedigt een versie van de correspondentietheorie, zoals die terug te vinden is bij Thomas van Aquino. Hij betoogt dat er één werkelijkheid bestaat met haar wortels in God zelf, die als ultiem fundament van deze waarheid doorgaat. God, volgens Geach, is de waarheid.